# Kurt Meier
Kurt Meier (ur. 6 kwietnia 1962) – szwajcarski bobsleista. Dwukrotny medalista olimpijski.

## Kariera sportowa
Dwa razy brał udział w igrzyskach (IO 88, IO 94), za każdym razem w czwórkach. W 1988 był członkiem złotej osady Ekkeharda Fassera, sześć lat później bob prowadzony przez Gustava Wedera zajął drugie miejsce. Maier – również w czwórkach – dwukrotnie był mistrzem świata (1986 i 1993).